# George Slocum Folger Savage
George Slocum Folger Savage (auch G. S. F. Savage, * 29. Juni 1817 in Upper Middletown, Middlesex County, Connecticut; † 6. August 1915 in Chicago, Cook County, Illinois) war ein US-amerikanischer kongregationalistischer Geistlicher.

## Leben

### Familie und Ausbildung
Der aus Upper Middletown, dem heutigen Cromwell, stammende George Slocum Folger Savage, Sohn des Captain Absalom Savage und der Sally Wilcox Savage, erwarb 1844 den akademischen Grad eines Bachelor of Arts an der Yale University in New Haven, 1847 graduierte er am Yale Theological Seminary.
George Slocum Folger Savage heiratete am 28. September 1847 die aus Cromwell gebürtige, 1886 verstorbene Elizabeth P. Prudden. Am 7. Februar 1888 heiratete er in zweiter Ehe die gebürtige Chicagoerin Margaret Hyde. Der im Washington Boulevard in Chicago residierende Savage starb 1915 im Alter von 98 Jahren. Seine letzte Ruhestätte fand er auf dem Chicagoer Graceland Cemetery.

### Beruflicher Werdegang
George Slocum Folger Savage wurde im Jahre 1847 für den seelsorgerischen Dienst in der Congregational Church ordiniert. Savage trat im Anschluss eine Pastorenstelle in St. Charles, Illinois an, die er 1860 niederlegte. In der Folge war er bis 1872 als Secretary für die American Tract Society in Chicago angestellt. 1854 wurde er zum Secretary und Director des Chicago Theological Seminary bestellt. Savage, der dort zusätzlich von 1872 bis 1886 als Treasurer fungierte, wurde 1903 feierlich in den Ruhestand verabschiedet. Seit 1850 hat er das Amt des Trustee am Beloit College inne.
George Slocum Folger Savage, korporatives Mitglied des American Board of Commissioners for Foreign Missions, arbeitete seit 1848 eng mit der Illinois State Congregational Association zusammen. Savage wirkte als President der  Illinois Congregational Church History Society sowie als Director der Congregational Education Society und mehrerer religiöser- und Bildungsverbände. George Slocum Folger Savage, einer der führenden kongregationalistischen Persönlichkeiten der Vereinigten Staaten seiner Zeit, wurde 1870 mit der theologischen Ehrendoktorwürde (Doctor of Divinity) des Iowa College, 1903 mit der des Chicago Theological Seminary ausgezeichnet.

## Publikationen
- Death of saints precious. A sermon preached at the funeral of Mrs. Eleanor S. Town, wife of Dr. D.K. Town, June 7th, 1854, in the Congregational meeting-house at Batavia, Ill. Hays & Thompson, Chicago, 1854
- Pioneer Congregational ministers in Illinois : the kind of men they were, and the work they did. in: Genealogy & local history, LH9079. The Advance, Chicago, 1876ff
- Flavel Bascom, born in Lebanon, Connecticut, June 8, 1804. Died in Princeton, Illinois, August 8, 1890. Streeter, Princeton, Ill., 1890